# Plusia manchurica
Plusia manchurica är en fjärilsart som beskrevs av Barend J. Lempke 1966. Plusia manchurica ingår i släktet Plusia och familjen nattflyn. Inga underarter finns listade i Catalogue of Life.